# جلوة بولصية
الجلوة البولصية (باللاتينية: Atractylis boulosii) نوع نباتي يتبع جنس الجلوة من الفصيلة النجمية.

## الموئل والانتشار
ينتشر في جنوب بلاد الشام.